# Sega Wow
 (janvier 2021).
Sega Wow était un studio de développement de jeux vidéo affilié à Sega, créé de la fusion entre Wow Entertainment (Sega AM1 R&D Division) et Overworks (Sega AM7 R&D Division) en octobre 2003.

## Historique

### Wow Entertainment
Wow Entertainment était un studio de développement interne de Sega, connu sous le nom AM1 jusqu'en 2000. Surtout connu pour la série de shoot House of the Dead et la série de jeux de courses Sega GT,.

### Overworks
Overworks (connu précédemment sous le nom AM7 / Team Shinobi) était le studio de développement interne de Sega ayant signé des titres tels que Skies of Arcadia, Streets of Rage, The Revenge of Shinobi, Sakura Wars, ou encore la série des Phantasy Star. L'équipe ayant travaillé sur Skies of Arcadia reprenait nombre d'anciens membres de la Team Andromeda, qui développa la trilogie Panzer Dragoon.

## Jeux développés

### En tant queAM1
- Altered Beast
- série Golden Axe (jeux d'arcade)
- Alien Storm (version arcade)
- OutRunners
- Wing War
- Cool Riders
- série Dynamite Deka (Die Hard Arcade, Dynamite Cop, et Asian Dynamite)
- série The House of the Dead
- Harley-Davidson & L.A. Riders
- The Ocean Hunter
- Vampire Night

### En tant queWow Entertainment
- Sega GT
- Sega GT 2002
- Sega Marine Fishing
- Project Altered Beast

### En tant queAM7/Team Shinobi
- série Alex Kidd
- série Phantasy Star
- série Shinobi
- série Golden Axe (versions console)
- Alien Storm (version console)
- Streets of Rage (série de jeux vidéo)
- Sakura Wars
- Deep Fear

### En tant queOverworks
- Skies of Arcadia
- Sakura Taisen 3
- Sakura Taisen 4
- Shinobi
- Nightshade
- Sakura Taisen: Atsuki Chishio Ni

### En tant queSega Wow
- 7th Dragon
- 7th Dragon 2020
- 7th Dragon 2020-2
- 7th Dragon 3: Code VFD
- Blood Will Tell
- Harley-Davidson 'King of the Road'
- The House of the Dead 4
- The House of the Dead EX
- Lilliput Oukoku: Lillimoni to Issho-puni!
- Sakura Taisen V
- Sega Golden Gun
- Sega Golf Club
- Shining Blade
- Rise of Nightmares
- Valkyria Chronicles